# ポール・サプスフォード
ポール・サプスフォード（Paul Sapsford、1949年9月8日 - 2009年12月29日）は、ニュージーランドのサウスランドインバーカーギル出身の元ラグビー選手、歯科医。オールブラックスに選ばれており、1976年に7試合に出場している。1977年にはイングランドへと移住しており、地元のクラブチームやミドルセックス州の代表としてプレーしていた。また、時折ニュージーランドにも帰省していた。
2009年、毎年クリスマスに訪れていたオハウ湖にて義理の息子とともにジェットボートの事故で亡くなった。ジェットボートごと岸へぶつかった彼は、ひどい内出血で病院に運ばれたが、12月29日の早朝亡くなった。